# Термінал ЗПГ Тяньцзінь (CNOOC)
Термінал ЗПГ Тяньцзінь (CNOOC) –  китайський інфраструктурний об’єкт для імпорту зрідженого природного газу (ЗПГ), створений на узбережжі Бохайської затоки компанією China National Offshore Oil Corporation.

## Плавучий термінал
У 21 столітті в Китаї на тлі зростання попиту на блакитне паливо узялись за створення численних терміналів по прийому ЗПГ. Майже в усіх випадках їх споруджували як повністю стаціонарні об’єкти, проте для одного обрали варіант плавучого регазифікаційного термінала, що потребувало набагато менше часу на створення. Зазначений об’єкт ввела в дію у 2013 році в Тяньцзіні компанія CNOOC.
Для термінала спорудили два основні причали завдовжки по 400 метрів, до одного з яких повинна швартуватись плавуча установка зі зберігання та регазифікації, тоді як інший періодично обслуговував газовози, які доправляли нові партії зрідженого палива. Також в межах проєкту спорудили допоміжний причал завдовжки 140 метрів, який повинен обслуговувати потреби терміналу.
На момент запуску термінала на його береговому майданчику звели два резервуари для зберігання ЗПГ обсягом по 30 тис. м3, які у 2018-му доповнили одним резервуаром із показником у 160 тис. м3. За технологічною схемою роботи газовоз підключається до причального маніфольду і може перекачувати ЗПГ як до танків плавучої установки, так і до берегових резервуарів. Оскільки в межах першого етапу проєкту не передбачалось створення наземних регазифікаційних потужностей, накопичений в берегових резервуарах ЗПГ за потреби перекачували до плавучої установки, яка вже й видавала у газотранспортну мережу підготовану продукцію із тиском у 7,5 МПа.
Для роботи на терміналі первісно законтрактували плавучу установку GDF SUEZ Cape Ann, яка має обсяг резервуарів у 145146 м3 та здатна регазифіковувати до 21 млн м3 на добу, що дає теоретичну річну потужність на рівні близько 5,5 млн тонн. Втім, номінальна потужність тяньцзінського термінала була визначена як 2,2 млн тонн, оскільки установка працювала лише в холодну пору року, коли зростає попит на природний газ для опалення приміщень, тоді як в теплий сезон судно використовували як ЗПГ-танкер. Зазвичай установка прибувала до Тяньцзіня в листопаді (або наприкінці жовтня, як у 2018-му) та працювала тут кілька місяців, так, у 2017-му судно полишило Тяньцзінь в січні (це була аномально тепла зима в Китаї), а у 2020-му – у квітні.
З листопада 2018-го термінал обслуговувала інша плавуча регазифікаційна установка Höegh Esperanza з обсягом резервуарів у 167042 м3, з власниками якої уклали трирічний контракт із можливістю подовження на один рік. У підсумку CNOOC скористалась правом на подовження і в листопаді 2021-го Hoegh Esperanza розпочала четвертий сезон у Тяньцзіні.
В зимовий сезон 2022/2023 років на термінал знову повернулась установка Cape Ann (таку назву з 2018-го носила GDF SUEZ Cape Ann). При цьому вона не обов’язково постійно перебувала в Тяньцзіні, так, за даними геоінформаційних систем на початку лютого 2023-го Cape Ann прямувала до Китаю з австралійського Дарвіна (тут працюють кілька заводів зі зрідження), а наприкінці першої декади лютого була вже у Тяньцзіні.

## Стаціонарний термінал
У 2018-му CNOOC затвердила проєкт перетворення термінала в Тяньцзіні на стаціонарний зі збільшенням потужності до 7,25 млн тонн на рік. В межах цього проєкту повинні звести шість резервуарів з обсягом по 220 тис. м3, а також встановити 12 регазифікаційних модулів. Як засвідчують дані геоінформаційних систем, станом на початок 2023 року зазначені шість резервуарів перебували у високому ступені готовності.
Можливо також відзначити, що в Тяньцзіні працює стаціонарний термінал для приймання ЗПГ від компанії Sinopec та ведеться будівництво стаціонарного терміналу від компанії Beijing Gas.